# Going Somewhere
Going Somewhere è il sesto album in studio da solista del cantante australiano Colin Hay, pubblicato nel 2001.

## Tracce
1. Beautiful World – 4:04
2. Looking for Jack – 2:56
3. Going Somewhere – 2:40
4. Wayfaring Sons – 3:42
5. Children on Parade – 3:38
6. My Brilliant Feat – 3:26
7. Waiting for My Real Life to Begin – 5:46
8. Don't Wait Up – 4:00
9. Lifeline – 4:02
10. Circles Erratica – 4:05
11. Water Song – 4:10
12. Maggie – 4:21
13. I Don't Know Why – 2:53